# Yalım, Mardin
Yalım là một thị trấn thuộc huyện Mardin, tỉnh Mardin, Thổ Nhĩ Kỳ. Dân số thời điểm năm 2010 là 5.802 người.